# 21 octobre 1989
Le samedi 21 octobre 1989 est le 294e jour de l'année 1989.

## Naissances
- Budimir Janošević, joueur de football serbe
- Christin Stark, chanteuse allemande
- Danny Barnes, joueur de baseball américain
- Festus Ezeli, joueur de basket-ball nigérien
- Jonathan Viera, joueur de football espagnol
- Joshua Furno, joueur italien de rugby à XV
- Kelly Druyts, coureurse cycliste belge
- Luke Murphy, joueur de football britannique
- May'n, chanteuse japonaise
- Mohamed Bentiba, joueur de football algérien
- Sam Vokes, footballeur gallois
- Sergio Ruiz, athlète espagnol, spécialiste du sprint
- Sidonie von Krosigk, actrice allemande
- Tony Junior, Disc jockey néerlandais

## Décès
- André Malet (né le 1er janvier 1920), philosophe français
- Cencio Mantovani (né le 17 octobre 1942), coureur cycliste italien
- Jean Image (né le 26 janvier 1911), cinéaste d'animation
- Mileta Andrejević (né le 28 septembre 1925), peintre serbe naturalisé américain

## Événements
- France : le premier ministre Michel Rocard engage la responsabilité du gouvernement sur la première partie du projet de la loi de Finances pour 1990.
- Découverte des astéroïdes : (12262) Nishio, (21033) Akahirakiyozo, (30805) 1989 UO2, (5640) Yoshino et (5960) Wakkanai